# Морські котики (телесеріал)
«Морські котики» (англ. SEAL Team, «Команда SEAL») — американський драматичний телесеріал Бенджаміна Кавелла, прем'єра якого відбулася на телеканалі CBS 27 вересня 2017 року. Серіал розповідає про роботу елітного підрозділу «морських котиків» (SEAL), які виконують найнебезпечніші місії по всьому світу. 2 жовтня 2019 — 6 травня 2020 був показаний третій сезон, після якого телеканал продовжив серіал на четвертий сезон.
До спеціального бойового підрозділу швидкого реагування «морських котиків» США входять лише справжні професіонали і безстрашні бійці за справедливість, які готові з посмішкою дивитися в обличчя небезпеки та вміють долати будь-які перешкоди. За час служби герої зазнали чимало втрат, стали свідками безлічі трагедій, але зуміли не зламатися.
У боротьбі зі злочинним світом необхідно володіти особливими навичками і вміннями, безстрашним серцем і гострим розумом. Усе це є в герої-спецпризів із групи виконання спеціальних місій — команди «Браво» (англ. Bravo Team). Держава сподівається на них і відправляє бійців у різні куточки світу задля захисту миру і спокою в американському суспільстві. На плечі цих надзвичайних і одночасно звичайних людей покладається велика відповідальність.

## У ролях
- Девід Бореаназ — майстер чиф-петті офіцер Джейсон Гейз (Bravo 1/1B), командир підрозділу оперативної групи швидкого реагування військово-морських спеціальних операцій ВМС США.
- Макс Тіріот — петті-офіцер I класу (потім — другого) Клей Спенсер (Bravo 6/6B), молодий боєць, представник нового покоління «морських котиків».
- Джессіка Паре — Менді (Аманда) Елліс, представниця ЦРУ в команді «Браво»; потім понижена до слідчої.
- Ніл Браун молодший[en] — старший чиф-петті офіцер Рей (Реймонд) Перрі (2/2B), найбільший друг Джейсона, найдавніший член команди «Браво».
- Алан Джон Баклі[en] — петті-офіцер I класу Сонні (Персіваль) Квін (3/3B), іноді легковажний член групи, але ефективний у бойових зіткненнях боєць.
- Тоні Тракс — молодший офіцер (енсин) Ліза Девіс, фахівець матеріально-технічного забезпечення; потім — лейтенант, представниця штабу спецоперацій ВМС при команді «Браво».
- Джадд Лорманд (англ. Judd Lormand) — лейтенант-командер Ерік Блекберн, старший офіцер, керівник команди «морських котиків» групи спеціальних операцій ВМС.

## Виробництво
Телеканал CBS замовив пілотний епізод серіалу в січні 2017 року, а в травні того ж року шоу було запущено у виробництво. Прем'єра «Морських котиків» відбулася на телеканалі CBS 27 вересня 2017 року. 12 жовтня серіал отримав замовлення на повний перший сезоні з 22-х епізодів.
27 березня 2018 року серіал був продовжений на другий сезон, прем'єра якого відбулася 3 жовтня 2018 року. 9 травня 2019 року канал CBS продовжив телесеріал на третій сезон. Прем'єра третього сезону відбулася 2 жовтня 2019 року.
6 травня 2020 року CBS продовжив телесеріал на четвертий сезон.

## Відгуки критиків
На сайті Rotten Tomatoes серіал отримав 64 % «свіжості» із середнім рейтингом 5,79/10 на основі 14-ти рецензій. Критичний консенсус сайту говорить: «„Морські котики“ можуть похвалитися хорошим сценарієм першого сезону, переконливими персонажами і великим потенціалом, проте враження від шоу псує крайня передбачуваність сюжету». На Metacritic серіал отримав 57 балів зі ста на основі 14-ти змішаних і середніх відгуках критиків.

## Епізоди
| Сезони | Сезони | Епізоди | Прем'єрний показ | Прем'єрний показ  |
| Сезони | Сезони | Епізоди | початок          | завершення        |
| ------ | ------ | ------- | ---------------- | ----------------- |
|        | 1      | 22      | 27 вересня 2017  | 16 травня 2018    |
|        | 2      | 22      | 3 жовтня 2018    | 22 травня 2019    |
|        | 3      | 20      | 2 жовтня 2019    | 6 травня 2020     |
|        | 4      | 16      | 2 грудня 2020    | 26 травня 2021    |
|        | 5      | 4       | 10 жовтня 2021   | 31 жовтня 2021    |
|        | 5      | 10      | 1 листопада 2021 | 23 січня 2022     |
|        | 6      | 10      | 18 вересня 2022  | 20 листопада 2022 |
|        | 7      | 10      | 11 серпня 2024   | 6 жовтня 2024     |